# 与恐龙同行
《与恐龙共舞》（Walking with Dinosaurs）是一部由BBC制作的6集电视系列片，1999年在英国上映。该片运用电脑合成技术和模型重塑方式重新构建了中生代的场景，改变了以往教育故事片中对恐龙的讲述模式，此系列片也有不少古生物学家参与其中，如彼得·多德森、彼得·拉森和詹姆士·法勞。
英版由肯尼斯·布莱纳旁白，随后该系列片在美國探索频道上映，与北美观众见面，旁白則改為埃弗里·布鲁克斯。CCTV也曾购买版权，在《人与自然》播出，改由赵忠祥旁白，而香港無線電視購入本片在明珠台播映時，中文名稱改為《與龍同行》，粵語版本由陳欣及羅偉傑旁白。
根據《吉尼斯世界纪录大全》，该片為历史上花費最高的電視纪录片，
每分鐘的平均成本為37654英磅。

## 剧情
《与恐龙同行》的每一集，都将故事的焦点放在一个或多个主人公上，展示基于现代动物和考古推断的恐龙的虚拟生活场景。

### 《新生》
- 背景：前220,000,000年，三叠纪晚期— 亚利桑那州
- 拍摄地：新喀里多尼亞
- 环境：半荒漠地带迎来了短暂的雨季。本集描述的这一年，雨来的晚了一些。

第一集由一只腔骨龙而展开。这只雌性腔骨龙正在旱季恶劣的环境中苦苦挣扎。她看将目标对准了一群布拉塞龍，寻找其中虚弱的个体以展开进攻。早期的翼龙（片中为蓓天翼龍）也在镜头中出现，正在旱季难得的池塘旁寻避暑。一只雌性的勞氏鱷（片中为波斯特鱷，三叠纪最大的食肉动物之一）也出现在布拉塞龍身后，并很快杀死了其中一只。而腔骨龙仍在寻找猎物，突然发现了小型类哺乳动物犬齒獸的洞穴，其中一只幼年犬齿兽无意中暴露了自己，被腔骨龙吃掉，犬齿兽的父亲努力保护它，但已经无济于事。
- 腔骨龙
- 布拉塞龍
- 犬齒獸（百科全书中以三尖叉齒獸出现）
- 波斯特鱷
- 蓓天翼龍
- 板龙
- 肺鱼
- 巨脈蜻蜓

### 《巨龙时代》
- 背景：前152,000,000年，侏罗纪晚期的科罗拉多
- 拍摄地：加利福尼亚的紅木國家公園和蕨类峡谷（英语：Fern Canyon）、塔斯马尼亚、智利、新西兰
- 环境：温暖潮湿、充满蕨类植物的森林

本集背景位于侏罗纪时期，将目标对准体型最为巨大的蜥脚类恐龙。节目追踪一群刚诞生在林间的小梁龙，纪录它们成长中的各种际遇。
- 梁龍
- 異特龍
- 嗜鸟龙
- 劍龍
- 腕龍
- 買薩翼龍（片中稱為蛙嘴龍）
- 橡樹龍
- 奧斯尼爾龍
- 豆娘
- 蜣螂

### 《無情大海》
- 背景：前149,000,000年，侏罗纪晚期的牛津郡
- 拍摄地：巴哈马、新喀里多尼亞
- 环境：被浅海环绕的岛链，定期受到热带风暴影响。

本集介绍侏罗纪时期海洋中的海洋爬行類。据推测，海洋爬行类最早来自於陆地，它们在七千五百万年前进入海洋，四肢发展成便於游水的鳍状肢，与鲨鱼和鹦鹉螺等古老海洋生物共享地球水域。海洋爬行类主要包括演化最完全、形体已与鱼类无异的大眼鱼龙和滑齿龙这样的巨型海洋掠食性动物。海洋爬行类横行於侏罗纪时期的海域，直到恐龙灭绝时，才从地球上消失。
- 大眼鱼龙
- 淺隱龍
- 弓鮫
- 薄鳞鱼
- 喙嘴翼龍
- 美扭椎龙
- 滑齒龍（节目中的滑齿龙超过25米，重达150吨，被认为过分夸大[3]）
- 旋菊石（英语：Perisphinctes）
- 美洲鱟
- 钵水母纲
- 鱿鱼
- 树皮甲虫
- 不明海龟遗体

### 《空中霸主》
- 背景：前127,000,000年，白垩纪早期，新形成的大西洋
- 拍摄地：新西兰、塔斯马尼亚的海洋及沿岸

一隻已屆高齡的鳥掌翼龍從巴西海岸出發，參與其生命中最後一次繁殖季。首先在北美洲停留，掠過一群遷徙中的達科塔齒龍與多刺甲龍，但突來的雨勢迫使翼龍另尋遮蔽處過夜。黎明時分它乘著上升氣流重新回到飛行路徑上，往歐洲進發，並目睹一對猶他盜龍襲擊一群禽龍；此時世上已出現原始鳥類，老翼龍搶奪一隻小翼龍的漁獲後，在林中休息時，小型的伊比利亞鳥出現並將其驅走，翼龍被迫提早離開。
最後老翼龍飛抵西班牙的坎塔布里亞，但因太晚出發，年輕翼龍已佔得先機，老翼龍無法降落在求偶場域中央，只能在邊緣地帶奮力求偶。烈日不斷從它身上奪走精力，黃昏時，老翼龍與其他競爭下的敗者一同橫屍在海灘上，它們的屍體則成為新生代翼龍的食物。
- 鳥掌翼龍
- 禽龙
- 達科塔齒龍（片中稱為美洲禽龍）
- 猶他盜龍
- 多刺甲龍
- 加斯頓龍（片中稱為分佈於美洲的多刺甲龍）
- 古神翼龍
- 捻船頭翼龍
- 伊比利亚鸟
- 近滑齒龍
- 蜥虱
- 鱼
- 黄蜂

### 《林海雪原》
- 背景：前106,000,000年，白垩纪中期，澳洲大陆正与南极大陆分离时期的地堑。
- 环境：南极点附近，被罗汉松覆盖的森林。不均衡大陆分部造成洋流和强季风，使得基地区域足够温暖，植被繁盛。
- 拍摄地: 新西兰

前1亿6百万年，白垩纪中期，正是恐龙的鼎盛时期，他们遍及地球上每个角落。正与澳洲大陆分离的南极洲，由于洋流和季风影响，气候也并非极端。雷利诺龙能适应南极开始变化的气候，冬天他们躲在温暖荫蔽的森林中心，春天现身于植被中觅食，生性温和，形成小族群，由一对有繁殖力的配偶领导，阶层分明，随时有一名成员负责守卫。春日降临极地森林，许多动物开始迁徙，翼龙飞往南方夏日栖息地。巨大的木他龙从北方来到，他们每年向南极迁徙，来享用丰盛的植物，并寻找安全的产卵地。
- 雷利诺龙
- 木他龍
- 南方猎龙（當時尚未正式命名發表，在片中稱為極地/侏儒異特龍）
- 酷拉龍
- 不明翼龙
- 硬齒鴨嘴獸（片中由長鼻浣熊飾演）
- 喙頭蜥
- 沙螽（英语：Giant weta）
- 蚊子

### 《王朝覆滅》
- 背景：前65,500,000年，白堊紀晚期的蒙大拿。
- 恐龍在白堊紀末期演化到最高峰，各類群的生物都極大化。本集的主角是一頭母暴龍，描述其交配、生殖、孵蛋、餵哺幼龍的事蹟，以及周圍其他生物的生態，還有隕石撞擊地球，形成地殼變動，超大海嘯，以及恐龍王朝宣告覆滅的故事。
- 環境：海嘯襲擊了被低矮草本植物和森林覆蓋的區域。本集展示了海嘯和其他一些可能導致恐龍滅絕的自然災害。
- 拍攝地：智利的孔吉利奧國家公園、新西兰。

白堊紀末期，恐龍統治地球已有1億6千萬年。此時地殼變動持續不斷，火山活動日趨激烈，環境變得比以往惡劣。除了食草恐龍面對掠食者的攻擊，生存環境惡化外，大型掠食恐龍也受到小型哺乳動物崛起的威脅——恐龍蛋時常被盜走。環境的進一步惡化，恐龍蛋的孵化變得越發艱難，加之小型哺乳動物的偷獵，使得大型恐龍的存活率變得越來越低。最終，一顆彗星墜落到墨西哥灣，毀天滅地的衝擊，加之隨之而來的氣候劇變，使得地球上6成以上的生物死亡，造成了史前物種大滅絕，恐龍時代也隨之告終。
- 暴龍
- 埃德蒙頓龍
- 甲龍
- 牛角龍
- 三角龍遺體
- 負齒獸（英语：Didelphodon）
- 奇異龍
- 達科塔盜龍（片中稱為馳龍）
- 胸甲鱷
- 風神翼龍
- 蝴蝶
- 恐蛇（片中由紅尾蚺飾演）
- 非洲草原象
- 非洲獅
- 非洲水牛
- 各種鳥類

## 反應
由英国电影协会主持的“英国最伟大的100部电视节目”评选中，本片被评为第72位，且本片同時获得2000年艾美奖虚构性节目最佳音效、最佳动画（长度一小时以上）和最佳视觉特效三项大奖。
在美上映的剧集，有部分镜头被删节。最为明显的是第一集中犬齿兽返回巢穴吃掉其子女遗体的镜头以及在蛋壳内的暴龍胚胎被一对负齿兽盗走的场景。